# Tour de Pologne 1952
9. edycja wyścigu kolarskiego Tour de Pologne odbyła się w dniach 19–31 sierpnia 1952. Rywalizację rozpoczęło 83 kolarzy, a ukończyło 50. Łączna długość wyścigu – 1959 km.
Pierwsze miejsce w klasyfikacji generalnej zajął Wacław Wójcik (CWKS I), drugie Józef Kapiak (CWKS I), a trzecie Mieczysław Ulik (Gwardia). Sędzią głównym był Otton Przysiecki.
Wyścig (po dwuletnie przerwie) rozegrano w obsadzie krajowej, ale mimo to otrzymał pozytywne oceny.

## Etapy
| Etap      | Data        | Start – meta                | Długość (km) | Zwycięzca etapu    | Lider              |
| I etap    | 19 sierpnia | Warszawa – Olsztyn          | 220          | Wacław Wrzesiński  | Wacław Wrzesiński  |
| II etap   | 20 sierpnia | Olsztyn – Gdańsk            | 194          | Tadeusz Drążkowski | Tadeusz Drążkowski |
| III etap  | 21 sierpnia | Gdynia – Bydgoszcz          | 190          | Wacław Wrzesiński  | Tadeusz Drążkowski |
| IV etap   | 22 sierpnia | Bydgoszcz – Poznań          | 139          | Wacław Wrzesiński  | Wacław Wrzesiński  |
| V etap    | 24 sierpnia | Poznań – Zielona Góra       | 188          | Wacław Wójcik      | Tadeusz Drążkowski |
| VI etap   | 25 sierpnia | Zielona Góra – Jelenia Góra | 164          | Wacław Wrzesiński  | Wacław Wrzesiński  |
| VII etap  | 26 sierpnia | Jelenia Góra – Opole        | 210          | Stanisław Królak   | Wacław Wrzesiński  |
| VIII etap | 27 sierpnia | Opole – Kraków              | 170          | Mieczysław Ulik    | Wacław Wójcik      |
| IX etap   | 29 sierpnia | Kraków – Rzeszów            | 167          | Wacław Wójcik      | Wacław Wójcik      |
| X etap    | 30 sierpnia | Rzeszów – Lublin            | 157          | Wacław Wójcik      | Wacław Wójcik      |
| XI etap   | 31 sierpnia | Lublin – Warszawa           | 160          | Wacław Wójcik      | Wacław Wójcik      |

## Końcowa klasyfikacja generalna

### Klasyfikacja indywidualna
| Poz. | Zawodnik            | Kraj   | Zespół           | Czas (średnia km/h)       |
| ---- | ------------------- | ------ | ---------------- | ------------------------- |
| 1.   | Wacław Wójcik       | Polska | CWKS I Warszawa  | 54h 55' 58" (35,661 km/h) |
| 2.   | Józef Kapiak        | Polska | CWKS I Warszawa  | +15' 43"                  |
| 3.   | Mieczysław Ulik     | Polska | Gwardia Warszawa | +23' 41"                  |
| 4.   | Henryk Hadasik      | Polska | CWKS I Warszawa  | +24' 04"                  |
| 5.   | Władysław Klabiński | Polska | Gwardia Warszawa | +30' 08"                  |
| 6.   | Grzegorz Chwiendacz | Polska | Górnik           | +38' 18"                  |
| 7.   | Marian Więckowski   | Polska | CWKS I Warszawa  | +40' 02"                  |
| 8.   | Wilhelm Wyglenda    | Polska | Unia             | +52' 01"                  |
| 9.   | Tadeusz Gabrych     | Polska | Włókniarz        | +52' 50"                  |
| 10.  | Tadeusz Zdunek      | Polska | Włókniarz        | +53' 06"                  |

### Klasyfikacja drużynowa
| 1. | CWKS I Warszawa  | 165h 00' 22" |
| 2. | Gwardia Warszawa | +54' 22"     |
| 3. | Włókniarz        | 2h +24' 33"  |
| 4. | Unia             | +3h 19' 26"  |
| 5. | Górnik           | +3h 57' 46"  |